# Ranbanka
Ranbanka (हिन्दी-रणबंका, उर्दू -ربكا, englisch Warrior) ist ein Hindi-Film von Aryeman Ramsay aus dem Jahr 2015. Der Film wurde am 6. November 2015 in etwa 700 Kinos in ganz Indien veröffentlicht. Der Actionthriller handelt von einem einfachen Mann, der dazu gebracht wird, zum Rebellen zu werden.

## Handlung
Rahul Sharma, ein in Mumbai arbeitender Ingenieur, zieht mit seiner Frau Priya und seinem Kind Ayush nach Mathura, einer Stadt im nordindischen Bundesstaat Uttar Pradesh. Sie sind eine glückliche Familie, bis eines Tages Raghav, der Bruder des örtlichen Abgeordneten Prakash Singh, in ihr Leben tritt. Raghav terrorisiert die Einwohner von Mathura und leitet eine regelrechte Parallelverwaltung in der Stadt. Die meisten Aufträge werden seiner Gruppe zugesprochen.
Raghav findet Gefallen an Priya und er möchte sie unbedingt heiraten, egal ob sie bereits verheiratet ist oder einen Sohn hat. Er zwingt Priya, seinen Antrag anzunehmen.
Raghavs Bruder, der aufrechte Abgeordnete Prakash Singh, missbilligt zwar das Verhalten und den Lebensstil seines jüngeren Bruders, kann aber auch nicht viel gegen ihn ausrichten, da Raghavs Einfluss in der Stadt einfach zu groß geworden ist.
Der Versuch der Familie Sharma, aus der Stadt zu fliehen, scheitert nicht nur, Raghav lässt sogar den Sohn des Ingenieurs ermorden, was das Leben von Rahul und Priya völlig zerstört. Rahul beginnt nun einen privaten Rachefeldzug, denn von der Polizei hat er keine Hilfe zu erwarten, da die örtliche Polizeibehörde stark unter Raghavs Einfluss steht. Nachdem er einige von Raghavs Männern eliminiert hat, wird Rahuls Frau von Raghavs Freund Kantu entführt. Rahul versucht Priya zu befreien und schießt auf Raghav, der aber nun einen Mann namens Madhav Ram erschießt, weil er denkt, sein Bruder hätte diesen geschickt, um ihn zu töten. Wütend lässt Raghav daraufhin seinen Bruder durch eine Explosion umbringen. Später enthüllt Rahul, dass er es war, der auf ihn geschossen hat, und nicht Madhav Ram. Es gelingt ihm Priya zu finden und zu retten, dabei kommt es zu einem Kampf zwischen ihm und Kantu, bei dem Rahul Kantu tötet und fest entschlossen ist auch Raghav zu töten. Es kommt zu einem harten Kampf zwischen Rahul und Raghav, bei dem Raghav zeitweise die Oberhand gewinnt, doch bald ist Rahuls Geist erfüllt vom Schmerz über den Verlust seines Sohnes und mit dieser Wut gelingt es ihm Raghav zu überwältigen und am Ende zu töten.

## Hintergrund
Manish Paul drehte für den Film in einem Gefängnis in Mathura. Pooja Thakur gab mit diesem Film ihr Bollywood-Debüt.

## Kritik
„Der Film beruht einzig und allein auf Ravi Kishen, der seinen negativen Charakter mit Schwung und Flair meistert. Ravi hat viele bemerkenswerte Momente und ist zum Glück nicht so laut wie in den meisten seiner neueren Bollywood-Filme.“
Behindwoods beurteilt Ranbanka als „solider Actionfilm, der wahrscheinlich bei Action-liebenden Zuschauern gut ankommt, ebenso wie bei Fans von Manish Paul.“ „Es gibt kaum einen langweiligen Moment“  und der Film hat „mit Sicherheit eine Menge zu bieten. „Auf der anderen Seite [hätte] man auf die Musik, insbesondere das Item-Lied, […] verzichten können.““

## Musik
| Lied                  | Sänger                | Darsteller |
| --------------------- | --------------------- | ---------- |
| Kanha re              | Mohammed Irfan        |            |
| Marjana Menu Marjana  | Sam                   |            |
| Holi Diwani Aayi Re   | Sam, Swati            |            |
| Ishaq Ka Garam Masala | Mamta Sharma Official |            |